# Thibaut Favrot
Thibaut Favrot (Strasburgo, 22 dicembre 1994) è uno sciatore alpino francese.

## Biografia
Favrot, attivo in gare FIS dal novembre del 2009, ha esordito in Coppa Europa l'11 gennaio 2012 a Val-d'Isère in discesa libera (91º) e in Coppa del Mondo il 25 ottobre 2015 a Sölden in slalom gigante, senza completare la gara. Nella medesima specialità ha colto il suo primo podio, l'8 dicembre 2017 a Trysil (3º), e la sua prima vittoria, il 26 febbraio 2018 a Sankt Moritz, in Coppa Europa; il 17 dicembre 2018 ha ottenuto, nello slalom gigante parallelo della Gran Risa in Alta Badia, il suo primo podio in Coppa del Mondo (2º). Ai Mondiali di Cortina d'Ampezzo 2021, sua prima presenza iridata, non ha completato lo slalom gigante e non si è qualificato per la finale nello slalom parallelo. Ai XXIV Giochi olimpici invernali di Pechino 2022 si è piazzato 5º nello slalom gigante e ai Mondiali di Saalbach-Hinterglemm 2025 è stato 6º nello slalom gigante e 8º nella gara a squadre.

## Palmarès

### Coppa del Mondo
- Miglior piazzamento in classifica generale: 33º nel 2021
- 1 podio:
  - 1 secondo posto

### Coppa Europa
- Miglior piazzamento in classifica generale: 28º nel 2018
- 2 podi:
  - 1 vittoria
  - 1 secondo posto

#### Coppa Europa - vittorie
| Data             | Località     | Paese    | Specialità |
| ---------------- | ------------ | -------- | ---------- |
| 26 febbraio 2018 | Sankt Moritz | Svizzera | GS         |

Legenda:

GS = slalom gigante

### South American Cup
- Miglior piazzamento in classifica generale: 22º nel 2020
- 3 podi:
  - 1 vittoria
  - 2 secondi posti

#### South American Cup - vittorie
| Data              | Località             | Paese     | Specialità |
| ----------------- | -------------------- | --------- | ---------- |
| 18 settembre 2019 | Ushuaia Cerro Castor | Argentina | GS         |

Legenda:

GS = slalom gigante

### Campionati francesi
- 5 medaglie:
  - 2 ori (combinata nel 2016; slalom gigante nel 2022)
  - 2 argenti (slalom gigante nel 2021; slalom gigante nel 2024)
  - 1 bronzo (slalom gigante nel 2019)